# Herodot
Herodot (oldgræsk: Ἡρόδοτος; Hêródotos) fra Halikarnassos, der på daværende tidspunkt var underlagt Perserriget, nu: Bodrum i Tyrkiet) var en klassisk græsk historieskriver, der sandsynligvis blev født omkring år 484 f.Kr. og levede til 430-420 f.Kr. I hvert fald er der intet i hans værker, der peger mod en senere dato end 424 f.Kr. 
Herodots Historie handler bl.a. om de persiske invasioner af Grækenland i 490 og 480 f.Kr., som grækerne afviste. Første del af værket handler om forhistorien, og Herodot, der er beåndet af en ualmindelig fortælleglæde, kommer ud i lange udflugter om fortidige og samtidige kulturer som Lydien, Persien, Egypten, Babylon og skyterne. På den måde er Herodots Historie nærmest en verdenshistorie, og han kaldes ofte for historieskrivningens fader. Herodots Historie blev genudgivet på dansk i 1997.
Der er tidligere historieskrivere end Herodot, først og fremmest Hekataios, men Herodot er den første, der er overleveret, og allerede i oldtiden blev han opfattet som grundlægger af historiegenren. Cicero kalder ham således "historiens fader" (pater historiae).
På Herodots tid betød historiē ikke, hvad vi i dag forstår ved "historie", men derimod "forskning" (af (w)id- "se, erfare").

## Biografi
Herodots hjemby Halikarnassos var en græsk koloni, anlagt i en egn behersket af persere og karere, og i Herodots opvækst regeret af dronning Artemisia, senere af hendes sønnesøn, tyrannen Lygdamis. Herodots far hed Lyxes, der ikke er noget græsk navn, så måske har han været karer. Herodots mor hed Rhaeo eller Dryo, og kan have været græsk, idet sønnen fik en helt igennem græsk opdragelse. Hans bror hed Theodor. Da familiens slægtning Panyassis kom i konflikt med Lygdamis omkring år 457 f.Kr, og blev henrettet, flygtede Herodot til Samos, to dages rotur mod nordvest, og tilbragte flere år på øen. Senere tog han fat på sin udstrakte rejsevirksomhed, indtil han slog sig ned for godt i Syditalien, i den græske koloni Thurioi. 
Herodots omfattende rejser havde været utænkelige, hvis det ikke var for praksissen med proxenos. En proxenos (gæsteven) var en slags konsul, der vederlagsfrit tog sig af besøgende fra sin hjemstavn. Eftersom han var blevet lokalkendt på sit nye hjemsted, kunne han bistå sit bysbarn med at finde sig til rette og knytte kontakter i de fremmede omgivelser. Rollen som proxenos var ærefuld i en tid, hvor man viste tilrejsende oprigtig gæstfrihed, da man ud fra sin tids tankegang ikke kunne vide sikkert, om den besøgende nu også kun var et menneske, eller måske en gud i menneskeskikkelse.

## Om HerodotsHistorie
Herodot skrev sit værk på en tid, hvor man ikke satte mellemrum mellem ord og sætninger. Teksten fremstår dermed som ét langt, sammenhængende ord, der fortsætter gennem et titals papyrusruller. På et tidspunkt delte man teksten op i ni bøger, der blev opkaldt efter de ni muser: Cleo, Euterpe, Thalia, Melpomene, Terpsichore, Erato, Polymna og Kalliope. 
Sætningen, der indleder værket, lyder: "Herodot fra Halikarnassos fremlægger her, hvad han har bragt i erfaring, for at erindringen om menneskenes bedrifter ikke skal fordunkles af tidens gang, og glansen af beundringsværdige storværk, udført dels af grækere, delvis af barbarer, aldrig falmer, men især for at de årsager som gjorde, at disse førte krig mod hinanden, må blive husket." 
Det spørgsmål, der optager ham mest, er, hvad fjendskabet mellem grækere og persere skyldtes. Her viser han til historiekyndige persere. Disse, fortæller Herodot, anså hverken grækere eller persere som ophavsmænd til stridighederne, men derimod fønikerne, fordi de introducerede den forkastelige praksis med at røve andres kvinder. I den græske havneby Argos røvede fønikerne kongedatteren Io og sejlede til Egypten med hende. Til gengæld gik nogle grækere i land i den fønikiske by Tyrus og røvede kongedatteren Europa. I sin tur røvede prins Paris "den skønne Helene", der var gift med kong Menelaos, og førte hende til Troja, med trojanerkrigen til følge.- Herodot gengav de persiske vismænds mening om, at det er forkert at røve kvinder, men tåbeligt at anstrenge sig for at hævne det, da det er klart at de røvede "aldrig var blevet bortført, hvis de ikke selv havde villet det". Om Io siger fønikerne, at hun i Argos havde haft samkvem med høvedsmanden på det fønikiske skib, og var blevet med barn, men det skammede hun sig for at fortælle sine forældre, og drog derfor frivilligt sin vej til Egypten. 
Datidens mangfold af tidsregninger var en vigtig ressource for Herodot, ex. i beskrivelsen af Egyptens historier,
men - ifølge Ryszard Kapuściński også et problem. Herodot anstrengte sig for at finde en løsning eller en fællesnævner, men måtte opgive at finde den omregningsfaktor, han havde så hårdt brug for. 
Hans verden bestod af Europa, Asien og Afrika, og han afsluttede sin beskrivelse af dem med ordene: "Jeg forstår slet ikke, hvorfor Jorden, som er én, bærer tre forskellige navne, hentet fra kvinder..." 
Den største gåde var for ham alligevel Nilen og dens udspring: "Til Elefantine drog jeg selv som øjenvidne, om det videre samlede jeg kundskab på grundlag af andres beretninger." 
Herodot var altid meget nøje med at tage forbehold og præcisere, hvad han havde set ved selvsyn, og hvornår noget kun var andenhånds beretninger eller ligefrem rygter: "Jeg fortæller kun, hvad libyerne selv siger..." og "Hvad mig angår, følger jeg i dette værk det princip at gengive alt, som jeg på hvert sted har hørt det berettet..." 
Herodot studerede sin verden og samtid med levende interesse, og var optaget af, hvilken kultur, der var den ældste. Han fortæller, at historikeren Hekataios regnede sine aner op for ham i femten led, mens det sekstende utledtes fra en gud. Men i det egyptiske Theben viste præsterne Herodot 345 kolossale træstøtter, der hver symboliserede én generation, sådan at egypterne efter Herodots mening dermed beviste, at deres historie gik 345 generationer tilbage, hvilket han omregnede til langt over 10.000 år. Dermed mente Herodot at kunne bevise, at egypternes guder måtte være langt ældre end de græske. Om sine landsmænds store helt, Herakles, dristede han sig til at påpege, at Herakles' forældre Alkmene og Amfitryon begge stammede fra Egypten. Hos egypterne, skrev han videre, var der gået 17.000 år, "siden der af otte guder var blevet tolv, af hvilke de anser Herakles som den ene." For at få sikker oplysning om dette, sejlede han også til Tyrus i Fønikien og talte med præsterne i Herakles-templet dér. 

## Yderligere oplysninger
I bogen (og filmen) Den engelske patient af Michael Ondaatje benytter en af hovedpersonerne, den historiske grev Laszlo de Almásy, sig gentagne gange af Herodots Historie til at finde oplysninger om fortidens folkeslag, og han citerer flere gange fra den.